# Victor Constantin Delaigue
Victor Constantin Delaigue (* 1878 in Gaujac (Gard), Frankreich; † 1968) war ein französischer Bildhauer.

## Leben
Seit 1909 war Delaigue Mitglied in der Société des Artistes Français. Er stellte seine Arbeiten von 1907 bis in die 1920er Jahre auf deren Salons des Artistes Français aus.
Neben seinen Monumenten fertigte er Statuetten im Stil des Art déco aus Bronze, Elfenbein, Marmor, Stein und Terracotta an. Sein bekanntestes Werk dieser Art ist Dante Alighieri aux Enfers (deutsch Dante in der Unterwelt).

## Werke (Auswahl)
- Monument aux morts de la guerre de 1914-1918, Gaujac.[1]
- Studie für die Statue von Dante Alighieri, Musée d’Orsay[2]